# Аннабель Чонг
Аннабель Чонг (англ. Annabel Chong, настоящее имя кит. упр. 郭盈恩, пиньинь Guō Yíng'ēn, палл. Го Инъэнь, англ. Grace Quek; род. 22 мая 1972, Сингапур) — американская порноактриса.

## Биография
Аннабель родилась в Сингапуре. Изучала юриспруденцию и искусство в Лондоне, потом переехала в Америку, училась в университете Южной Калифорнии. Она стала популярной в связи с тем, что за 10 часов совершила 251 половой акт с 83 мужчинами. Этот мировой рекорд был установлен в 1995 году и назван самым масштабным групповым сексом в мире. В 2007 на основе её биографии была поставлена пьеса «251»
Дебютировала в порноиндустрии в 1994 году, в возрасте около 22 лет. В 2004 году покинула индустрию, снявшись в 67 фильмах. В период 1998—2000 гг. также занималась режиссурой, срежиссировав два фильма.